# Štěnovice
Štěnovice (deutsch Stienowitz, auch Stenowitz) ist eine Gemeinde in Tschechien. Sie liegt neun Kilometer südlich des Stadtzentrums von Plzeň und gehört zum Okres Plzeň-jih.

## Geographie
Štěnovice befindet sich im Tal der Úhlava. Nördlich verläuft die Autobahn Dálnice 5, die auf dem Gebiet der Gemeinde durch den 380 m langen Tunnel Valík führt.

## Geschichte
Die erste Erwähnung der Gemeinde stammt aus dem Jahre 1327 im Zusammenhang mit Jaroslav ze Štěnovic, einem Adligen von Homberk, der in seinem Wappen einen Eberkopf trug.
Zwischen 1851 und 1872 gehörte das Gut Stienowitz dem Großindustriellen Johann Anton von Starck. 
In Štěnovice wurde seit 1864 (regelmäßig seit 1873) Granit abgebaut, mit dem die Straßen in Pilsen und Prag gepflastert wurden. Das Steinmetzwerkzeug im Wappen der Gemeinde erinnert daran.

## Sehenswürdigkeiten
- Schloss Štěnovice
- Kloster des Heiligen Prokop, gegründet im 17. Jahrhundert durch Theresia Gräfin von Pötting, geborene Michna von Waitzenau[3]
- früher eine bedachte Holzbrücke über den Fluss Úhlava, sie wurde 2002 vom Hochwasser weggespült
- der Jüdische Friedhof wurde Anfang des 19. Jahrhunderts errichtet[4]